# Bataille de May Zulawu
Guerre civile éthiopienne de 1871
Batailles
La bataille de May Zulawu se déroule le 21 juin 1871 entre l'armée de Tekle Giyorgis II et celle du dejazmach Kassa Mercha, plus tard Yohannes IV. Elle fait suite à la volonté de Tekle Giyorgis de soumettre le gouverneur de la province du Tegré, Kassa Mercha. Celui-ci parvient à remporter la bataille. Le lendemain, le Negusse Negest Tekle Giyorgis se retire vers la rivière Mareb, mais le dejazmach Kassa Mercha le déborde et parvient à le forcer dans un cul-de-sac dans la zone d'Adoua.